# Joseph-Clément de Bavière
Joseph Clemens Kajetan von Bayern, connu en français sous le nom de Joseph-Clément de Bavière, né à Munich le 5 décembre 1671 et mort à Bonn le 12 novembre 1723, est le 93e prince-évêque de Liège.

## Biographie
Membre de la Maison de Wittelsbach, il est le second fils de l'Électeur Ferdinand-Marie de Bavière et de Henriette de Savoie. Il était le frère cadet de Maximilien II Emmanuel, Électeur de Bavière et Gouverneur des Pays-Bas et le beau-frère du « Grand-Dauphin » , fils de Louis XIV de France et du prince de Florence, fils de Cosme III de Toscane. Il était donc également l'oncle du duc d'Anjou, futur roi Philippe V d'Espagne et du duc de Bourgogne et par ce dernier, un grand-oncle du roi Louis XV de France. 
Le prince Joseph-Clément est orphelin de bonne heure : l'électrice Henriette meurt dès 1676 et l'électeur Ferdinand en 1679. Son frère, Maximilien-Emmanuel de Bavière, devient électeur à l'âge de 19 ans et épouse l'archiduchesse Marie-Antoinette d'Autriche, fille aînée de l'empereur Léopold Ier du Saint-Empire, qui meurt en couches. De leurs trois fils, seul survit le cadet, désigné en 1698 héritier du trône d'Espagne; l'enfant meurt l'année suivante. Les Wittelsbach seront les alliés du roi de France pendant la Guerre de succession d'Espagne. 
Cadet d'une Maison régnante, Joseph-Clément était destiné à succéder à son oncle le Prince-Électeur archevêque de Cologne Maximilien-Henri de Bavière  et fut nommé coadjuteur dès l'adolescence mais trop jeune à la mort de celui-ci en 1688, le siège fut confié à Jean-Louis d'Elderen, suffisamment âgé pour ne pas occuper trop longtemps cette position prestigieuse dans l'Empire. De fait Jean-Louis d'Elderen mourut après six ans de règne et Joseph-Clément lui succéda à l'âge de 22 ans. Joseph-Clément fut aussi successivement nommé à la tête des diocèses de Ratisbonne, de Freising, de Liège et de Hildesheim.
Il fut en 1693 le fondateur de l'Ordre de Saint-Michel de Munich.

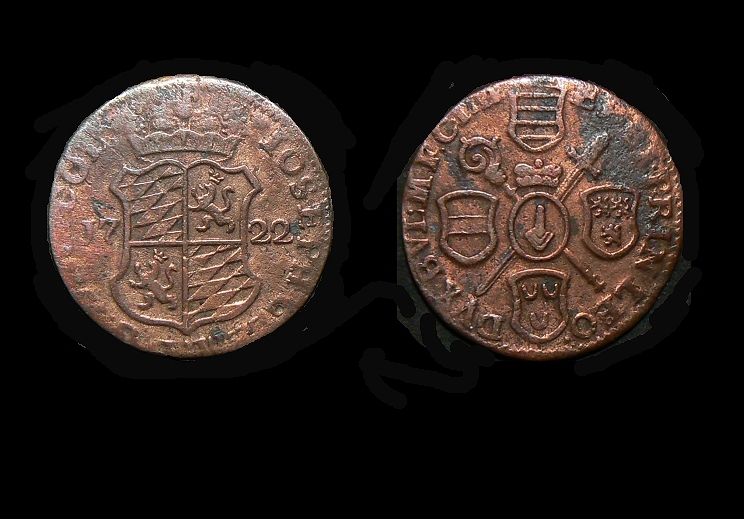
Monnaie liégeoise de Joseph Clément de Bavière.

Après une alliance avec Louis XIV lors de la guerre de Succession d'Espagne, il se réfugie à Lille où il fait du château de la Haye d'Esquermes sa résidence d'été. Il est ordonné prêtre en l'église Saint-Maurice de Lille en 1706 et sacré archevêque à la collégiale Saint-Pierre par Fénelon le 1er mai 1707.